# Betânia do Piauí
Betânia do Piauí är en kommun i Brasilien.   Den ligger i delstaten Piauí, i den östra delen av landet, 1 200 km nordost om huvudstaden Brasília. Antalet invånare är 6 015.
Omgivningarna runt Betânia do Piauí är huvudsakligen savann. Runt Betânia do Piauí är det mycket glesbefolkat, med 7 invånare per kvadratkilometer.